# Highway of Tears

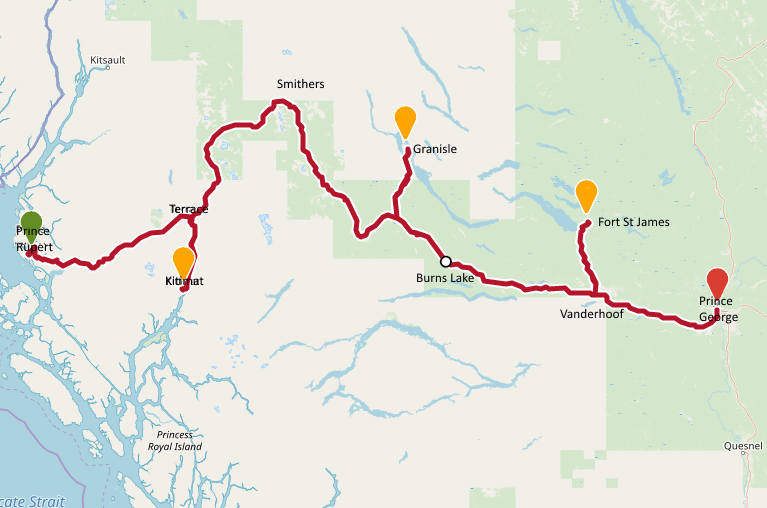
Karte des „Highway of Tears“ einschließlich einiger Zufahrtsstraßen von naheliegenden Gemeinden

Der Highway of Tears (deutsch „Landstraße der Tränen“) ist ein 724 Kilometer langer Abschnitt des Highway 16 zwischen Prince George und Prince Rupert in der kanadischen Provinz British Columbia, der seit 1970 Schauplatz zahlreicher Morde und Vermisstenfälle ist. Der Ausdruck wurde während einer Mahnwache 1998 in Terrace von Florence Naziel geprägt, die an die Familien der Opfer dachte, die um ihre Liebsten weinten. Auf der Liste der Opfer befindet sich eine unverhältnismäßig hohe Zahl indigener Frauen. Zu den aufgestellten Erklärungen für die jahrelange Dauer der Verbrechen und die begrenzten Fortschritte bei der Identifizierung der Täter gehören Armut, Drogenmissbrauch, weit verbreitete häusliche Gewalt, die Abkoppelung von der traditionellen Kultur und die Zerrüttung der Familieneinheit durch das System der Pflegefamilien und der Residential Schools. Insbesondere Armut führt zu niedrigen Besitzraten von Autos und einer daraus resultierenden eingeschränkten Mobilität, weshalb für viele Trampen oft die einzige Möglichkeit ist, weite Strecken zurückzulegen, um ihre Familie zu sehen oder zur Arbeit, zur Schule zu gelangen sowie in medizinische Behandlung zu gehen. Ein weiterer Faktor, der zu Entführungen und Morden führt, ist die Tatsache, dass die Gegend weitgehend isoliert und abgelegen ist. Auch der weiche Boden sowie Aasfresser in der Region sind ein Faktor der ungelösten Kriminalfälle.

## Opfer
Über die genaue Zahl der Opfer wird unterschiedlich berichtet. Laut der E-Pana-Liste eines Projekts der Royal Canadian Mounted Police beträgt die Zahl der Opfer weniger als 18. E-Pana enthält einen großen Anteil von Opfern, die nicht mit dem Highway of Tears in Verbindung stehen. Indigenen-Organisationen schätzen, dass die Zahl der vermissten und ermordeten Frauen bei über 40 liegt.
Die folgende Liste enthält, so umfassend wie möglich, alle Frauen innerhalb des Abschnitts des Highway 16 zwischen Prince Rupert und Prince George, die vermisst oder ermordet wurden oder eine unbekannte Todesursache hatten. Die E-Pana-Fälle sind gekennzeichnet.
| Name                          | Alter           | Geschehnis    | Letzte Position | Jahr           | Anmerkung | Tatverdächtiger | Anmerkung |
| ----------------------------- | --------------- | ------------- | --------------- | -------------- | --- | --- | --------- |
| Traci Clifton                 |                 | vermisst      | Prince Rupert   | 1970–1979      | Das genaue Datum des Verschwindens von Clifton ist nicht öffentlich bekannt. Bei einer Untersuchung wegen ermordeter und vermisster indigener Frauen wurden die 1970er angegeben. Sie hatte einen Streit mit ihrer Mutter, verließ ihr Zuhause, begann auf dem Highway 16 zu laufen und wurde nie wieder gesehen. | |           |
| Helen Claire Frost            | 17              | vermisst      | Prince George   | Oktober 1970   | Am Abend des 13. Oktober 1970 verließ sie ihr Haus in der Innenstadt von Prince George und wurde nie wieder gesehen. Sie lebte damals mit ihrer Schwester Sandy in einer Wohnung im 1600er-Block des Queensway. Helen hatte zu dieser Zeit eine Reihe von Jobs, unter anderem als Busfahrerin in der Cafeteria des Prince George HBC und für ein Malereiunternehmen, das Tankstellen zwischen Prince George und Terrace bemalte. Sandy meldete ihre Schwester erst am 15. Oktober als vermisst, da sie anfangs dachte, sie habe eventuell bei einer Freundin übernachtet. Die Polizei nahm eine Vermisstenanzeige auf; ihre Schwester jedoch sagte, sie habe den Eindruck, dass „nichts getan wurde“. | |           |
| Jean Virginia „Ginny“ Sampere | 18              | vermisst      | Gitsegukla      | Oktober 1971   | Ginny Sampare wird seit dem 14. Oktober 1971 vermisst. Ihr Cousin Alvin war der letzte Mensch, der sie in der Nähe einer Brücke am Highway 16 in Gitsegukla sah. Er verließ Ginny, um mit dem Fahrrad nach Hause zu fahren und seine Jacke zu holen. Als er mit dem Fahrrad losfuhr, um sie zu treffen, hörte er eine Pickup-Tür zuschlagen. Aber als er die Straße erreichte, sah er nichts mehr. Spekulationen kursierten, dass Ginny nach dem Verschwinden ihres Freundes weggelaufen sei oder Suizid verübt habe; ihre Familie hingegen bestreitet diese Theorien. Die Leiche ihres Freundes wurde nach ihrem Verschwinden ertrunken im Fluss Skeena gefunden. | |           |
| Monica Ignas                  | 14              | Tötungsdelikt | Thornhill       | Dezember 1974  | Vermutlich ging sie von der Schule nach Hause, als sie zuletzt am 13. Dezember 1974 gegen 23 Uhr in Thornhill gesehen wurde. Sie war alleine unterwegs. Ihre Leiche wurde am 6. April 1975 in einer Kiesgrube oder in einem dicht bewaldeten Gebiet östlich von Terrace in der Nähe der Celgar Forest Service Road gefunden. Zwei Zeugen berichteten, sie hätten in der Nacht von Ignas’ Verschwinden ein Auto am Straßenrand anhalten sehen. Das Paar sah einen Mann und eine Beifahrerin, die dem Mädchen ähnelte. Ignas war erwürgt worden. | | E-Pana    |
| Coreen Thomas                 | 21              | Tötungsdelikt | Vanderhoof      | Juli 1976      | Thomas, schwanger und nur wenige Tage vor der Entbindung, wurde am Samstag, dem 3. Juli 1976, von Richard Redekops Lastwagen angefahren und getötet, als sie per Anhalter zu ihrem Haus fahren wollte. Sie und ihr Kind starben. Thomas war eine Eingeborene und Redekop weiß. Zahlreiche Zeugen berichteten, dass Redekop ausweichen musste, um Thomas zu treffen. Die Zeugen waren unter 16 Jahre alt und wurden in Polizeigewahrsam genommen. Dort wurden sie nach dreistündigem unbeaufsichtigten Verhör von der Polizei gezwungen, zu lügen und auszusagen, dass Thomas mit Redekops Lastwagen Feiglingsspiel spielte. Der Gerichtsmediziner Eric Turner war zufrieden, dass der Tod durch einen Unfall eingetreten war, zog jedoch später seine Aussage zurück, nachdem bekannt wurde, dass er nach der Fahrerflucht eines indigenen Mannes unter Alkoholeinfluss, für die er 10 Jahre zuvor verantwortlich war, mit einer geringeren Anklage davongekommen war. Eric Turner hatte zwei Jahre zuvor auch eine Untersuchung im Zusammenhang mit dem Tod von Larry Thomas geleitet. Er war von einem Fahrzeug getötet worden, das von Redekops jüngerem Bruder Stanley auf derselben Straße, auf der auch Coreen getötet wurde, gefahren wurde. Während einer öffentlichen formellen Untersuchung bestätigten Zeugen, dass Redekops Lastwagen tatsächlich auswich, um Thomas zu überfahren. Faye Helen Haugen, die zum Zeitpunkt von Thomas’ Tod Redekops Begleiterin war, starb innerhalb von zwei Jahren nach Thomas’ Tod. | Trotz der Untersuchung wurde keine Anklage erhoben. Im Juni 1977 erhob Thomas’ Vater Anklage wegen krimineller Fahrlässigkeit gegen Richard Redekop. Die Anklage wurde aufgrund unzureichender Beweise abgewiesen. |           |
| Mary Jane Hill                | 31              | Tötungsdelikt | Prince Rupert   | März 1978      | Mary Jane Hill wurde am 26. März 1978 34 Kilometer von Prince Rupert entfernt nackt am Highway 16 gefunden. Als Todesursache wurden Bronchitis und Bronchopneumonie als Folge des Totschlags festgestellt. | |           |
| Jean Mary Kovacs              | 36              | Tötungsdelikt | Prince George   | Oktober 1981   | Kovacs’ nackte Leiche wurde am 11. Oktober 1981 in einem Wassergraben 40 km östlich von Prince George gefunden. Die Polizei sagte, sie starb an einer Schusswunde Kaliber .22 am Kopf. Laut Autopsiebericht hatte sie 4 Schusswunden am Kopf. Kovacs wurde zuletzt am 10. Oktober 1981 um etwa 1:30 Uhr an der Kreuzung des Old Cariboo Highway und des Highway 16 East lebend gesehen. Kovacs, Mitglied der First Nations, wurde von einem Mann beim Sammeln von Feuerholz in der Nähe des Purden Lake gefunden. | Im Jahr 1986 wurde der kanadische Serienmörder Edward Dennis Isaac für den Mord an Kovacs verhaftet, nachdem seine Ex-Freundin ihn bei der Polizei anzeigte. Er hatte die angetrunkene Kovacs als Anhalterin mitgenommen und erschossen. Für diesen und weitere Morde wurde er zu lebenslanger Haft ohne Möglichkeit auf Bewährung für 15 Jahre verurteilt. |           |
| Roswitha Fuchsbichler         | 13              | Tötungsdelikt | Prince George   | November 1981  | Rosithwa wurde am 14. November 1981 um 18:45 Uhr als vermisst gemeldet; zuletzt sprach sie an diesem Morgen um 2 Uhr mit einem Freund. Ihre Leiche wurde am 21. November 1981 um 9:25 Uhr in einem Waldgebiet nördlich von Prince George gefunden. Edward Isaac hatte sie beim Trampen mitgenommen und behauptete, er habe sie getötet, „um zu sehen, wie es sich anfühlt“. Ihr Körper war zerfleischt und verstümmelt worden, aber sie starb an einem einzigen Stich ins Herz. Ihr Körper war nackt ausgezogen und aufgeschlitzt worden. | Der Serienmörder Edward Dennis Isaac wurde wegen Totschlags verurteilt und am 11. Mai 1987 zu lebenslanger Haft ohne Aussicht auf Bewährung für 15 Jahre verurteilt. |           |
| Nina Marie Joseph             | 15              | Tötungsdelikt | Prince George   | August 1982    | Josephs nackte Leiche wurde am 16. August 1982 im Freeman Park mit einer Kordel um den Hals gefunden. Ihr Körper war nackt ausgezogen, erstochen und aufgeschlitzt worden. | Isaac wurde im Zusammenhang mit Nina Josephs Tod wegen Totschlags im Juni 1986 verurteilt. Er wurde am 7. Februar 1986 in Fort St. James verhaftet. Möglicherweise wäre das Tötungsdelikt unaufgeklärt geblieben, hätte seine Ex-Freundin nicht ausgesagt, bei der Beseitigung des Leichnams geholfen zu haben. |           |
| Familie Jack                  | 26, 26, 9 und 4 | vermisst      | Prince George   | August 1989    | Die Familie Jack verließ ihr Zuhause in der Strathcona Avenue in Prince George auf dem Weg zu einem Holzfällerlager, wo man ihnen Arbeit und eine Tagesbetreuung für die Kinder angeboten hatte. Ronald und Doreen Jack, beide 26 Jahre alt, und ihre beiden Kinder Russell, 9, und Ryan, 4, wurden zuletzt in den frühen Morgenstunden des 2. August 1989 gehört, als Ronald seine Mutter in der Gegend von Burns Lake anrief. | |           |
| Alberta Gail Williams         | 24              | Tötungsdelikt | Prince Rupert   | August 1989    | Williams wurde in den frühen Morgenstunden des 26. August 1989 vermisst. Zuletzt wurde sie im Popeye’s, einem ehemaligen Pub in der Innenstadt von Prince Rupert, kurz vor Ladenschluss von ihrer Schwester Claudia gesehen. Alberta trug ein blaues Sweatshirt, eine schwarze Stretchhose und Slipper. Ihr nackter Körper wurde am 25. September 1989 etwa 37 km östlich von Prince Rupert in der Nähe der Tyee-Überführung gefunden. Sie war erwürgt und sexuell missbraucht worden. Laut den Aufzeichnungen des RCMP-Beamten Gerry Kerr wurden am 12. September, kurz bevor Albertas Leiche gefunden wurde, in der Nähe des Fährterminals in Prince Rupert blutige Kleider gefunden, die denen ähnelten, die sie in der Nacht trug. Unter den Gegenständen wurden auch ein blauer Pullover, ein Pantoffel, ein Overall, Kissenbezüge, eine Socke, ein Schnürsenkel und ein zerknülltes Stück Papier gefunden. Die Kleidung schien in den Busch geworfen worden zu sein. Die Kleidungsstücke wurden beschlagnahmt, aber wahrscheinlich von der RCMP zerstört, da die RCMP angedeutet habe, dass diese nicht mit dem Verschwinden von Alberta Williams zu tun habe. Es besteht durchaus die Möglichkeit, dass die RCMP die Beweise nicht ernst nahm, weil Williams Leiche noch nicht gefunden worden war. In einem Artikel aus dem Jahr 2006 heißt es, dass die Familie Alberta von der E-Pana-Liste streichen wollte, da sie möglicherweise gegen den Wunsch der Familie auf die Liste gesetzt wurde.                          | | E-Pana    |
| Cecilia Anne Nikal            | 15              | vermisst      | Smithers        | Oktober 1989   | Cecilia Nikal wurde zuletzt im Oktober 1989 gesehen, ein Jahr vor dem Verschwinden ihrer Cousine Delphine. Die Berichte über ihren letzten bekannten Aufenthaltsort variieren. Zuletzt wurde sie in Smithers in der Nähe des Highway 16 gemeldet, aber die Familie berichtet, sie sei möglicherweise auf die Insel Vancouver umgezogen. Hingegen meldete die RCMP ihren letzten Aufenthaltsort in der Großstadt Vancouver, kann dies aber nicht bestätigen. Cecilia hatte auch eine Cousine, Roberta Cecilia Nikal, die einige Jahre nach Delphines Verschwinden ermordet wurde. | |           |
| Marnie Blanchard              | 18              | Tötungsdelikt | Prince George   | November 1989  | Zuletzt wurde Blanchard um 2 Uhr am 22. November 1989 beim Verlassen des Rock Pit Cabaret in Prince George gesehen, als sie einen grauen Toyota-Pickup mit weißem Verdeck vor dem Rock Pit Cabaret betrat und auf der Second Avenue nach Westen fuhr. Die Fahrerin hatte schwarzes, schulterlanges Haar. Ihre Überreste wurden am 11. Dezember 1989 gegen 15 Uhr von den Skilangläufern Wilf und Mae Peckham auf einer Straße westlich des Foothills Boulevard entdeckt. Ihr Körper war von Tieren zerfleischt worden und konnte durch Zahn- und Röntgenaufnahmen identifiziert werden. | Der 30-jährige Serienmörder Brian Peter Arp wurde am 26. Juli 1990 im Zusammenhang mit dem Mord an Blanchard verhaftet und obwohl es Beweise gab, konnte Arps Schuld nicht schlüssig nachgewiesen werden, weswegen er freigelassen wurde. Die DNA konnte mit der damaligen Technologie nicht zu einer Übereinstimmung führen. Arp wurde erneut wegen Mordes an Marnie Blanchard verhaftet, nachdem er mehr als zwei Jahre später für den Mord an Therese Umphrey verhaftet worden war. Er wurde für beide Morde unter Verwendung verbesserter DNA-Technologie verurteilt. |           |
| Kimberly Dumais               | 0               | Tötungsdelikt | Prince Rupert   | Februar 1990   | Am 5. Februar 1990 wurden gegen 5:15 Uhr die Feuerwehrmannschaften von Prince Rupert zu einem Brand in der 153 3rd Ave West, dem Brooks Bank Building, gerufen. Als sie eintrafen, war das Gebäude von den Flammen verschlungen. Vier Menschen kamen bei dem Brand ums Leben, darunter das Kleinkind Kimberly Dumais, die Enkelin von Helga, die ebenfalls mit ihren beiden Töchtern, Sherri und Pauline Rochon, starb. Zu dieser Zeit beherbergte Helga ihre Töchter und Enkelin in ihrer Wohnung im dritten Stock zu einem Übernachtungsbesuch. Die Strafverfolgungsbehörden stellten fest, dass der Brand absichtlich gelegt worden war, und dass dies innerhalb weniger Monate das zweite Mal war, dass dieses Gebäude absichtlich angezündet wurde. Am 31. Oktober 1989, etwa um 2:45 Uhr, wurde dasselbe Gebäude in Brand gesteckt. Jahre später erhielt die Familie einen Brief von einer anonymen Quelle, die behauptete, für die Brandstiftung verantwortlich zu sein. Die RCMP schließt nicht aus, dass es sich um einen gezielten Angriff handelte. Im Erdgeschoss der Wohnung befand sich ein Geschäft, The Linen Closet, im Besitz von Gina Garon, das nie wieder geöffnet wurde. | |           |
| Helga Rochon                  | 45              | Tötungsdelikt | Prince Rupert   | Februar 1990   | Starb gemeinsam mit ihren Töchtern Sherri und Pauline Rochon sowie ihrer Enkelin Kimberly Dumais in dem Hausbrand. | |           |
| Sherri Rochon                 | 26              | Tötungsdelikt | Prince Rupert   | Februar 1990   | Starb gemeinsam mit ihrer Schwester Pauline und ihrer Mutter Helga Rochon sowie Kimberly Dumais in dem Hausbrand. | |           |
| Pauline Rochon                | 19              | Tötungsdelikt | Prince Rupert   | Februar 1990   | Starb gemeinsam mit ihrer Schwester Sherri und ihrer Mutter Helga Rochon sowie Kimberly Dumais in dem Hausbrand. | |           |
| Delphine Anne Camelia Nikal   | 15              | vermisst      | Smithers        | Juni 1990      | Delphine Nikal verschwand am 13. Juni 1990. Zuletzt wurde sie von ihren beiden Freunden gesehen, als sie auf der östlichen Fahrspur des Highway 16 und der King Street auf ihrem Heimweg nach Telkwa trampte. Gegen 22:00 Uhr rief Delphine ihren Onkel an, um ihm mitzuteilen, dass sie auf dem Heimweg von Smithers sei. Delphine verschwand etwa ein Jahr nach ihrer Cousine Cicilia. Delphine hatte auch eine Cousine, Roberta Cicilia Nikal, die einige Jahre nach Delphines Verschwinden ermordet wurde. | | E-Pana    |
| Donna Mae Charlie             | 22              | Tötungsdelikt | Prince George   | September 1990 | Im September 1990 wurde Charlie als vermisst gemeldet. Sie kam mit ihrem Freund Jerry Smaaslet aus Fort Ware nach Prince George. Beide konsumierten Marihuana, Zauberpilze und tranken Alkohol. Beide checkten in der Nähe des Todeszeitpunkts von Charlie Anfang September im Sportsman’s Motel ein. Der Motelbesitzer, Richard Hunter, sagte aus, dass das Motelzimmer am Samstag ein Trümmerhaufen war und Blut an den Wänden klebte. Am 17. April 1991 fand die Polizei ihre kopflose Leiche, die in einem flachen Grab auf einem leeren Grundstück in der Nähe des Motels begraben war. Smaaslet sagte aus, die Leiche sei einige Zeit nach ihrem Tod auf einem leeren Grundstück gegenüber dem Ingledew-Spielplatz begraben worden. Seine Cousine Sheryl Girroir und ein jüngerer männlicher Cousin halfen, die Leiche zu begraben. Charlies Kopf wurde nie gefunden, aber Smaaslet sagte aus, er habe ihn auf dem Connaught Hill begraben. | Im Mai 1991 wurde der 30-jährige Jerry Smaaslet aus Fort Ware des Mordes angeklagt. Im Prozess wurde festgestellt, dass Smaaslet Charlie Anfang September 1990 hinter dem Sportsman’s Motel am Queensway ermordet hatte. Smaaslet behauptete, er habe Charlie hinter dem Motel gefunden. Während des Prozesses sagten zwei Zeugen aus, dass Smaaslet ihnen sagte, er habe Charlie verstümmelt, als sie noch lebte. Der Strafverteidiger Larry Walker meinte: „Smaaslet hatte eine gute Erziehung und war ein guter Kandidat für die Rehabilitation“. Die Geschworenen verurteilten Smaaslet wegen Mordes zweiten Grades, aber die Verurteilung wurde vom Berufungsgericht aufgehoben und ein neuer Prozess angeordnet. Im Mai 1995 bekannte sich Smaaslet des Totschlags schuldig und verbüßte ein weiteres Jahr zu den bereits verbüßten 38 Monaten. Smaalset wurde 2001 wegen eines weiteren Vorfalls mit einer Frau und einem Hotelzimmer erneut verhaftet und als gefährlicher Straftäter auf unbestimmte Zeit verurteilt. |           |
| Maureen Sullivan              |                 | Tötungsdelikt | Prince George   | Januar 1992    | Maureen wurde im Januar 1992 von ihrem Ehemann Wayne Sullivan erschossen. Wayne war betrunken und wurde wütend, als Maureen sich weigerte, einen Dreier mit Maureen und ihrer Freundin Sandi einzugehen. Wayne schoss Maureen mit seiner Handfeuerwaffe in den Kopf und griff Sandi darauf an. | Wayne Sullivan wurde wegen des Mordes an seiner Frau verurteilt, aber später, am 19. März 1999, nach einem Einspruch von „nicht strafrechtlich verantwortlich wegen einer Geistesstörung“ freigelassen. Dieser Einspruch wurde durch eine Zeugenaussage eines Experten verteidigt, der sagte, dass Wayne nicht wusste, was er betrunken tat. Wayne durfte keinen Alkohol konsumieren und wurde im Sommer 1998 inhaftiert, weil er keine Blutprobe abgegeben hatte. Wayne wurde entlassen, weil das Ministerium des Generalstaatsanwalts es versäumt hatte, einen Bericht vorzulegen, aus dem hervorgeht, warum die Einschränkungen beibehalten werden sollten. |           |
| Therese Umphrey               |                 | Tötungsdelikt | Prince George   | Februar 1993   | Umphrey wurde zuletzt am 14. Februar 1993 betrunken vor einem Lebensmittelladen in Prince George gesehen. Einige Männer berichteten, sie hätten sie mitgenommen, aber als sie sich nicht mehr erinnern konnte, wo sie wohnte, fuhren sie Umphrey zurück zum Lebensmittelladen. Ihr nackter, teilweise gefrorener Körper wurde am selben Tag gegen 14:30 Uhr auf einer Schneebank etwa 50 km südwestlich von Prince George gefunden. Der forensische Pathologe, der die Autopsie durchführte, berichtete, dass ihr Tod durch manuelle Strangulation und anschließende Strangulation mit einer Ligatur ähnlich einem am Tatort gefundenen Schnürsenkel verursacht wurde. | Der Serienmörder Brian Peter Arp wurde am 4. Oktober 1993 verhaftet und später für die Ermordung von Therese Umphrey und Marnie Blanchard verurteilt. Er stellte 1998 einen Antrag auf Berufung, der in der Folge abgelehnt wurde. |           |
| Ramona Lisa Wilson            | 16              | Tötungsdelikt | Smithers        | Juni 1994      | Am 1. Juni 1994 fuhr sie per Anhalter von Smithers nach Hazelton, um an einem Tanz teilzunehmen und bei Freunden zu wohnen. Ramonas Überreste wurden im April 1995 nördlich der Yelich Road in der Nähe des Flughafens von Smithers gefunden. Weitere gefundene Gegenstände in der Nähe waren ein halb begrabener kleiner Seilabschnitt, drei ineinandergreifende Nylonschnüre und eine kleine rosa Wasserpistole. | | E-Pana    |
| Roxanne Thiara                | 15              | Tötungsdelikt | Burns Lake      | Juli 1994      | Sie wurde am langen Juliwochenende 1994 in Prince George vermisst. Sie hatte als Prostituierte gearbeitet und einer Freundin erzählt, dass sie mit einem Kunden ausgehe. Sie lief um die Ecke eines Gebäudes und wurde nie wieder gesehen. Ihre Leiche wurde am 17. August 1994 in einem Busch entlang des Highway 16 6 km östlich von Burns Lake gefunden. Sie kannte das Opfer Alisha Germaine. | | E-Pana    |
| Alisha „Leah“ Germaine        | 15              | Tötungsdelikt | Prince George   | Dezember 1994  | Germaine wurde am 9. Dezember 1994 hinter der Haldi Road Elementary School am Highway 16 W. außerhalb von Prince George erstochen aufgefunden. Sie kannte das Opfer Roxanne Thiara. | | E-Pana    |
| Sheila Faye Kinequon          | 25              | Tötungsdelikt | Prince George   | April 1995     | Sheilas Leiche wurde am 5. April 1995 zusammen mit der Leiche ihrer Tochter Christine in ihrer Wohnung in McIntyre Crescent entdeckt. Sie waren erdrosselt worden. Sheila war eine Studentin am College of New Caledonia. Sheila war die entfremdete Lebensgefährtin von John Joseph Seymour. | Die Leiche von John Joseph Seymour, 26, wurde am selben Tag wie die Leichen seiner entfremdeten Lebensgefährtin und seiner Tochter unter der Alex Fraser-Brücke in Delta entdeckt. Seine Leiche wurde 15 Meter unter der Brücke auf einem schmutzigen Parkplatz gefunden. |           |
| Christine Kinequon            | 3               | Tötungsdelikt | Prince George   | April 1995     | Erwürgte Leiche, die am 5. April 1995 zusammen mit der ihrer Mutter Sheila in ihrer Wohnung in Prince George gefunden wurde. War die Tochter von John Joseph Seymour. | |           |
| Lana Derrick                  | 19              | vermisst      | Thornhill       | Oktober 1995   | Sie wurde zuletzt im Oktober 1995 an einer Tankstelle in Thornhill gesehen. Einem Gerücht zufolge stieg sie mit zwei nicht identifizierten Männern ins Auto. | | E-Pana    |
| Hazel White                   |                 | Tötungsdelikt | Cluculz Lake    | April 1996     | Am 29. April 1996 wurde White getötet, als er in Bonnie Mooneys Haus übernachtete. Mooneys Ex-Ehemann, Roland Kruska, brach in das Haus ein, tötete White und verwundete Mooneys zwölfjährige Tochter mit einer abgesägten Schrotflinte. Einige Wochen vor dem Angriff am 11. März ging Mooney zur Prince George RCMP, um zu berichten, dass Kruska sie nach einem Streit in seinem Fahrzeug verfolgte. Der Beamte, Constable Craig Andrichuk, nahm eine Aussage von Mooney auf und riet ihr, sich einen Anwalt zu nehmen. Ihr Fall wurde dann geschlossen und nicht weiter untersucht. | Kruska versuchte, Mooneys Haus in Brand zu setzen und tötete sich selbst mit einem Schuss in den Kopf aus seiner Waffe. Kruska war zu dieser Zeit auf Bewährung, nachdem er 21 Tage im Gefängnis verbüßt hatte, weil er Mooney gewürgt und mit einem Rohrstock geschlagen hatte. Er war außerdem 1979 wegen Totschlags und 1985 wegen sexueller Nötigung verurteilt worden. |           |
| Wendy Ann Twiss Ratte         | 47              | vermisst      | Prince George   | August 1997    | Sie verschwand beim Einkaufen in der Innenstadt von Prince George. Ihr Fahrzeug wurde auf dem Gelände des heutigen Value Village entdeckt, nachdem sie am 18. August 1997 als vermisst gemeldet worden war. Der Fall lag jahrelang brach, bis Ehemann Denis Ratte 2008 wegen Mordes zweiten Grades angeklagt wurde. Dennis wurde von verdeckten RCMP-Beamten während einer Mr. Big-Ermittlungsmethode zu einem Geständnis verleitet. Während der Operation gestand Dennis, seine Frau erschossen und ihre nackte Leiche in einem Sumpf versenkt zu haben. | Dennis Ratte wurde wegen Mordes zweiten Grades zu lebenslanger Haft für den Mord an seiner Frau Wendy Ratte verurteilt. |           |